# Richeria
Richeria ies un género de plantas con flores perteneciente a la familia Phyllanthaceae. Consiste en cinco especies originarias del centro y sur de América y el Caribe.

## Especies
- Richeria australis Müll.Arg. in C.F.P.von Martius & auct. suc. (eds.), Fl. Bras. 11(2): 17 (1873).
- Richeria dressleri G.L.Webster, Ann. Missouri Bot. Gard. 75: 1094 (1988).
- Richeria grandis Vahl, Eclog. Amer. 1: 30 (1797).
- Richeria obovata (Müll.Arg.) Pax & K.Hoffm. in H.G.A.Engler, Pflanzenr., IV, 147, XV: 29 (1922).
- Richeria tomentosa Huft, Ann. Missouri Bot. Gard. 76: 1078 (1989).

## Sinónimos
- Bellevalia Roem. & Schult.
- Guarania Wedd. ex Baill.